# پالکاراجو
پالکاراجو (به اسپانیایی: Palcaraju) یک کوه در پرو است که در منطقه انکاش واقع شده‌است. پالکاراجو ۶٬۲۷۴ متر بالاتر از سطح دریا واقع شده‌است.